# Unterjesingen
Unterjesingen je část německého města Tübingen v Bádensku-Württembersku. Nachází se na okraji města, asi 6 km východně od centra a má 2760 obyvatel (2005).
Nejstarší pozůstatky lidského osídlení místa pocházejí z mladší doby železné. Kolem roku 700 zde byl postaven první kostel. Ve středověku byla obec pod správou kláštera Bebenhausen a falcgrafů tübingenských. V roce 1750 zde byla postavena radnice.
Roku 1971 se vesnice stala součástí města Tübingen. Přes své připojení si ale Unterjesingen zachoval svůj typický vesnický charakter. Funguje zde několik občanských spolků, zejména hudební, sportovní či tenisový, ale také spolek dobrovolných hasičů.

## Pamětihodnosti
- Lisovna vína postavená roku 1784, s historickým stavením a muzeem.
- Farní kostel svaté Barbory postavený v letech 1475–1484 staviteli z města Bad Urach.